# 예숙공 최석 재상 3봉분
예숙공 최석 재상 3봉분(譽肅公 崔奭 宰相 三封墳)은 대한민국 강원특별자치도 철원군 동송읍 관우리에 있는 고려시대의 무덤이다. 2019년 8월 9일 철원군의 향토문화유산 제4호로 지정되었다.

## 지정 사유
최석은 고려 개국 공신인 최준옹의 증손으로 전쟁에서는 장군, 궁중에 돌와와서는 재상으로 그리고 향시 덕을 갖춘 대학자로 지낸 인물이다. 공직을 퇴직 후 동주(현 철원)에 내려와 대를 이어 살아 번성하였고 예숙공의 낙향 이후 「동주 최씨」라는 이름을 사용하게 되었다.
최석과 선부인, 후부인의 묘는 집합 3봉분묘로 종방향으로 안치되어 세계적으로 유일하고 유례가 없는 독특한 형태를 지니고 있다.
비석의 글씨는 조선시대 서예가인 서명균이 적은 것으로 알려져 있으며며 현재에도 매해 시제가 이루어지고 있다. 흔치 않은 형태의 무덤과 고려시대 유산으로 900년 넘게 유지되어 왔기 때문에 향토문화유산으로 지정할 만한 가치가 있다.